# Hotel nhow Berlin
Koordinaten: 52° 30′ 3,9″ N, 13° 27′ 3,4″ O

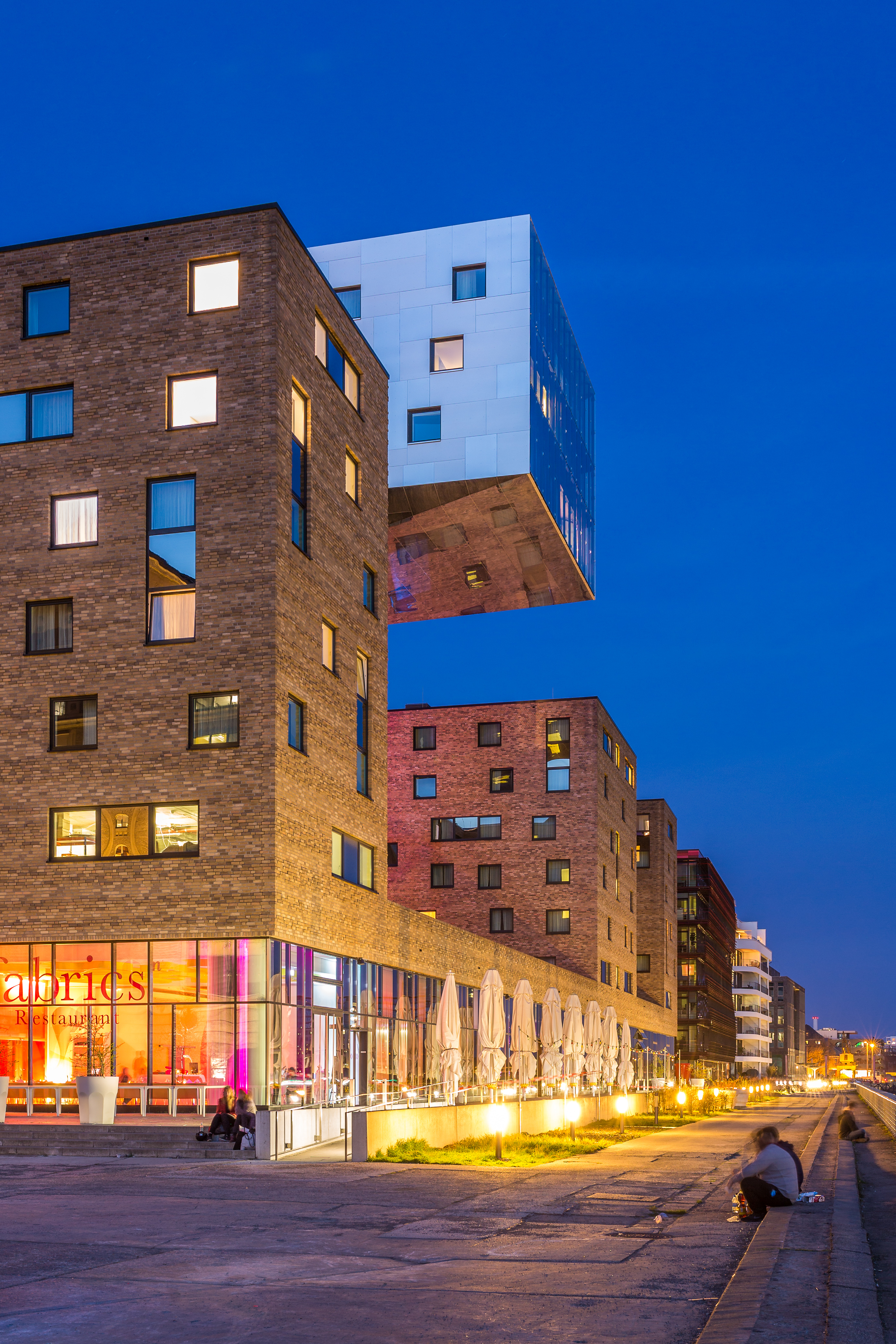
Hotel nhow Berlin (2017)

Das Hotel nhow Berlin ist ein Hotel in der Stralauer Allee in Berlin-Friedrichshain. Es bezeichnet sich selbst als das erste „Musikhotel“ Europas und klassifiziert sich laut berlin.de als 4-Sterne-Hotel.
Das Hotel gehört zu einem von mehreren Berliner Hotels der spanischen NH Hotel Group und wurde im November 2010 fertiggestellt. Nhow ist am Osthafen am Spreeufer gelegen und ca. 300 Meter von der Straßenbahn- und U-Bahn-Station Warschauer Straße entfernt. Auf 21.500 m² beherbergt das siebengeschossige Hotel 304 Zimmer, die vom New Yorker Designer Karim Rashid gestaltet worden sind, und zusätzlich 12 Veranstaltungsräume. Das Hotel verfügt u. a. über einen Spa-Bereich. Die Außenfassade besteht aus einer hochreflektierenden Aluminiumverkleidung, Ganzglas und poliertem Edelstahl; das Fachlexikon Baunetz Wissen hebt das Dämmsystem hervor. Die Planungen des Hauses übernahm der Berliner Architekt Sergei Tchoban (NPS Tchoban Voss).
Das mediale Angebot erstreckt sich von iPod-Anschlüssen, über den Gitarren-Roomservice, bis hin zu hauseigenen Tonstudios. So eröffnete Universal Music Publishing 2016 ein eigenes Tonstudio im Haus.
Im Jahre 2016 wurden im Hotel nhow die German Songwriting Awards verliehen.

## Auszeichnungen
- 2011: Immobilien-Award-Berlin.[8]
- 2014: Red Dot Design Award (Communication Design).[9]
- 2015: iF Design Award Gewinner in der Discipline Communication.[10]
- 2016: C&IT Awards Gewinner in der Kategorie „Best Oversea's Conference Venue“.